# 安塞爾
36°48′N 6°10′E / 36.800°N 6.167°E

安塞爾（阿拉伯语：‎），是阿爾及利亞的城鎮，位於該國東北部，由吉傑勒省負責管轄，是安塞爾區的首府，處於吉傑勒東南面40公里，2008年該城鎮人口20,070。